# (35053) Rojyurij
(35053) 1982 UA11 es un asteroide perteneciente al cinturón de asteroides, descubierto el 25 de octubre de 1982 por la astrónoma ucraniana Liudmila Zhuravliova desde el Observatorio Astrofísico de Crimea (República de Crimea).

## Designación y nombre
Designado provisionalmente como 1982 UA11. Fue nombrado Rojyurij en homenaje a Yurij Arsentyevich Roj, experto en sistemas de alcance por láser, comunicación espacial y terrestre, y participante clave en el programa lunar ruso. También es miembro de la Academia Rusa de Cosmonáutica K. E. Tsiolkovsky.

## Características orbitales
1982 UA11 está situado a una distancia media del Sol de 2,382 ua, pudiendo alejarse hasta 2,860 ua y acercarse hasta 1,903 ua. Su excentricidad es 0,200 y la inclinación orbital 1,933 grados. Emplea 1343,00 días en completar una órbita alrededor del Sol.

## Características físicas
La magnitud absoluta de 1982 UA11 es 15,1. 